# Parornix quadripunctella
Parornix quadripunctella är en fjärilsart som först beskrevs av James Brackenridge Clemens 1861.  Parornix quadripunctella ingår i släktet Parornix och familjen styltmalar. Inga underarter finns listade i Catalogue of Life.